# Архитектура движения

Логотип фестиваля 2009 года

Фестиваль «Архитектура движения» — это уникальный для Ярославля проект, нацеленный на развитие города через творческие инициативы, сотрудничество власти, бизнеса и творческого сообщества. Это фестиваль идей, в программе которого — художественные и социальные акции, представляющие предложения по развитию, видению и критике города. Фестиваль современной городской культуры, каждое мероприятие которого нацелено на то, чтобы учиться быть горожанами, уметь эффективно и экологично пользоваться городом, видеть возможности для своего участия в преобразовании его жизни и пространства.
Миссия фестиваля «Архитектура движения» — аккумулировать идеи, которые позволяют развивать город как современную, открытую, популярную территорию, предлагает горожанину и туристу новые возможности личностного развития и самореализации.
С 2014 года фестиваль не проводится.

### Идея и история фестиваля
Фестиваль «Архитектура движения» состоялся семь раз (2008—2014). Ежегодно кураторы переосмысляли формат и тему проекта.
2008 — фестиваль-путеводитель по городу: люди с картами курсировали по разработанным нами маршрутам и непроизвольно становились туристами в родном городе: оказывались там, где никогда не были, или совсем по-другому проводили время в знакомых пространствах. Пустующие площади подземной автостоянки на пл. Труда ожили во время перформансов и показа видеоарта. В ожидавшем сдачи в аренду помещении магазина на ул. Свободы расположилась фотогалерея. В Знаменской башне участников фестиваля ожидал телемост со шведским художником. В торговом центре — перформеры. На Речном вокзале и площади Волкова — архитектурные инсталляции.
2009 — фестиваль — площадка новых идей: в течение сентября каждый день в разных точках города происходили события, делающие городскую среду человечнее и интереснее: уличные кинопоказы; превращение заброшенного парка в Первомайском переулке в место воскресных встреч, концертов, мастер-классов; аудио-гид в троллейбусе № 1; «свободный микрофон» на пешеходной улице города; фотовыставка и лекция в торговом центре; «художественный» ремонт подъезда дома на Резинотехнике и др.
2010 — фестиваль-экскурсия открыл новую площадку для культуры — Временную галерею в Депутатском переулке; реализовал нестандартные экскурсии по городу; создал уличный фотопроект «Словарь города», включенный в программу празднования 1000-летия города; создал собирательный портрет жителей Ярославля в инсталляции «Паспорт города»; организовал двухдневный междисциплинарный форум с дискуссией о том, что такое современный город и что необходимо Ярославлю, чтобы считать себя таковым; провел двухнедельный воркшоп по паблик-арту с художником из Нью-Йорка Кендалом Генри, результатом которого стали арт-объекты в городской среде.
2011 — фестиваль — коммуникация в городе стремился наладить общение между горожанами. Выставка «Community» представила видеоинтервью — портреты горожан в контексте их места жительства. В ходе воркшопа по видеотанцу сделали 12 коротких фильмов о движении в Ярославле. Воркшоп «Чувство города» возглавили архитекторы "Проекта «Меганом» (Москва), поработавшие с предложениями по преобразованию среды Ярославля. Концерт экспериментальной музыки в музее-заповеднике стал примером внедрения современного искусства на территорию традиционного музея, воскресный пикник на стадионе — примером удачного сотрудничества НКО, депутата муниципалитета и бизнес-компании.
2012 — фестиваль — Присвоить город. В этом амбициозном стремлении для нас важна попытка сделать город «своим» и вместо традиционного отчуждения и противопоставления дому («я поехал в город», «я еду из города домой») попробовать осознать городское пространство как собственно пространство дома, которому требуется не чье-то, а именно наше внимание и участие. Нам представляется важным смещать российскую модель города в сторону европейской, чтобы город осознавался прежде всего как общественное, открытое, доступное, обсуждаемое пространство. Пространство, которое для человека станет «своим», удобным и привлекательным.
2013. Кинопоказ под открытым небом фильмов о Ярославле в Ярославском государственном историко-архитектурном и художественном музее-заповеднике. Экскурсии на Красный Перекоп и Резинотехнику. Городские воркшопы с участием архитектора Михаила Приемышева (Вологда), команды “Город друг” (Москва), человека-легенды Свята Мурунова (Пенза), наших старых знакомых – группы “Визуальные практики” (Москва) и группы “Партизанинг” (Москва).  Фестивальные события в Ярославской большой мануфактуре, “Резиновый пикник” на Резинотехнике.
2014. Состоялся паблик-арт проект “Ткань города” в Красноперекопском районе, проектная встреча “Ярославская большая мануфактура: будущее города”, лектории на тему “Развитие городской территории через культурные и образовательные проекты”, “Опыт развития английских фабрик”. Экскурсия для детей и взрослых в деревянную мастерскую “Лукоморье”. Городской выходной с участием Tanz.lab, сальса-клуба “Карамба”, Ярославской школы шотландского танца, жонглеров Fantasy show, с открытием уличных кафе и ярмарки.

## Некоторые акции

### Уличный показ видеоарта «ПУСТО»
Дата проведения: 4 сентября 2009.

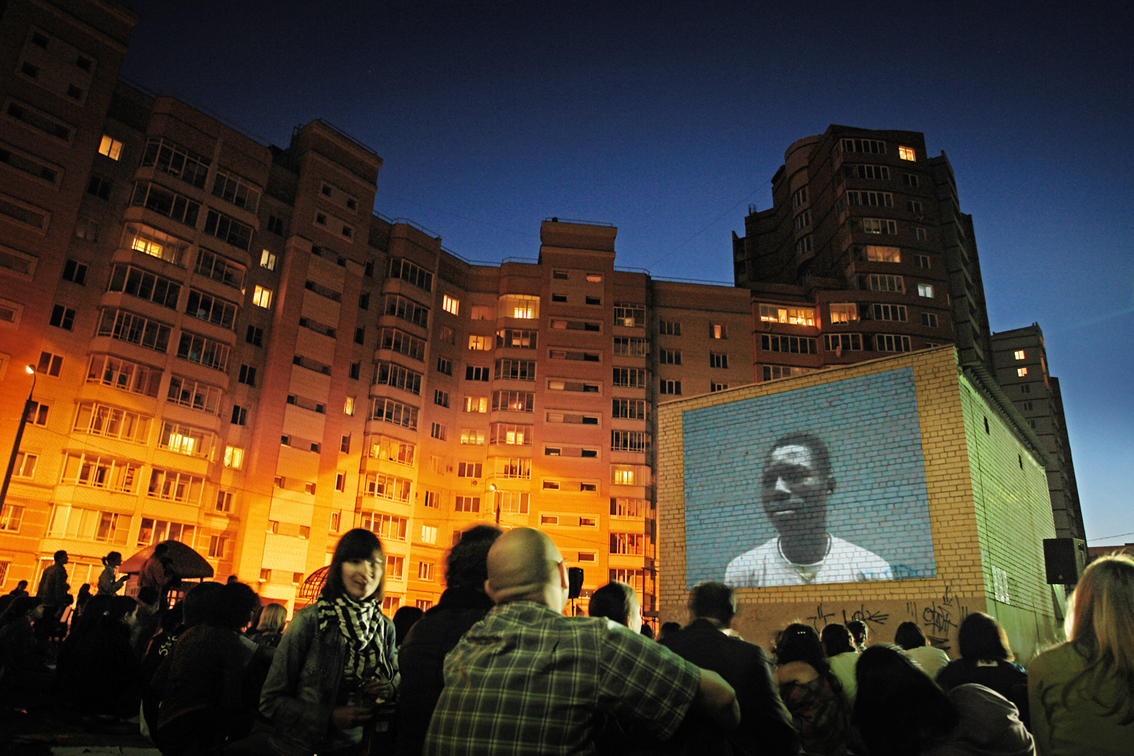
Показ видеоарта фестиваля «ПУСТО» в рамках «Архитектуры движения 2009».

Место проведения: Ярославль, Ленинградский пр-т., д. 52.
Об акции: открытый показ коротких фильмов, созданных российскими и европейскими художниками, на пустующих городских территориях.
Цель акции: показы призваны оживить общественную, часто пустую среду города, сделать её открытой и привлекательной для человека.

### «Джаз на свободе»
Дата проведения: 16 сентября 2009.
Место проведения: Ярославль, ул. Свободы, 2.
Об акции: джазовые музыканты устроились на балконе одного из домов на оживленной улице города — улице Свободы, пропускающей через себя бесконечные потоки людей и машин.
Цель акции: внести разнообразие в привычную городскую среду и образ жизни горожанина.

### Круглый стол «Проектируем движения города»
Дата проведения: 17 сентября 2009.
Место проведения: Ярославль, Волжская набережная, д. 2.
О мероприятии: дискуссия с привлечением российских и международных экспертов по развитию городских территорий.
Модератор: Михаил Гнедовский, директор Института культурной политики (Москва), эксперт Совета Европы.

### Воскресный пикник
Дата проведения: 18 сентября 2011
Место проведения: стадион «Каучук», Резинотехника
Об акции: для всех друзей Резинотехники на стадионе — зелёный газон, живая музыка, игры на свежем воздухе (фрисби, бадминтон, обручи, скакалки, мячи), а также увлекательные настольные игры, мастер-классы по гольфу, кинопоказ и даже ковровый флэшмоб.

## Новые территории искусства

### Фабрики воображения
Место проведения: г. Кострома
Дата проведения: 30 мая — 3 июня 2012
О фестивале: «Воображаемые фабрики» — это серия выдуманных событий из ниоткуда в никуда. Это нереальные ощущения, которые порождают реальные места в городе. Это город, который вдруг дает импульс нашему воображению. Ребята из Костромы поставили перед нами задачу придумать программу событий, которые не могли произойти в Костроме этой весной по законам физики или каким-то другим законам.

### Временная галерея
Дата проведения: весь сентябрь 2010
Место проведения: Депутатский пер., 6
О галереи: Формат ВРЕМЕННОЙ галереи мы определили для себя как work in progress, важный не результатом, а самой ситуацией преобразования пространства. Каждый посетитель, каждое событие «достраивали» нашу ВРЕМЕННУЮ галерею. Работала галерея по законам культурного учреждения нового типа: свободный вход, демократичное пространство живого общения, не дорогостоящие творческие решения преобразования помещения, время открытия и закрытия не совпадают со временем занятости работающего человека.

### Словарь города
Дата проведения: 10-11 сентября 2010
Место проведения: ул. Кирова, г. Ярославль
О выставке: Город, который переживает метаморфозы от выбранного фотографом ракурса или происходящей в кадре истории. Узнавать неузнаваемый город призваны помочь небольшие «словарные статьи» о понятиях, раскрывающих наше восприятие города. Адаптация, бегство, взгляд, вокзал, встреча, декор, забор, заполнение, колесо, луч, мечта, мост, новость, обмен, ожидание, отражение, перспектива, площадь, поворот, поглощение, поток, променад, пункт, ритм, слой, событие, сон, соседство, сторона, творчество, форма, шаг, шум, экскурсия — 34 слова, 34 фотоработы о городе.

## Воркшопы

### 2 минуты в городе
Дата проведения: сентябрь 2011
Территория проекта: Дворец молодежи, Горка-холл
О воркшопе: Создание 2-минутных видеоработ о танце в городе. Результат лаборатории по видеотанцу — 12 видеороликов, в которых в формате 2-3 минутного фильма танцовщики и операторы осваивали новый для себя жанр видеотанца, а фестиваль получил различные необычные интерпретации движения в городе.
Как сделать собственную танцевальную короткометражку очень просто и быстро, буквально за выходные рассказали и показали хореограф, танцовщик Ольга Духовная и режиссёр Константин Телепатов.

### «Чувство города»
Дата проведения: сентябрь 2011
О воркшопе: Под руководством архитекторов «Проекта Меганом» (Юрий Григорян) молодые архитекторы и художники изучали территорию Волжской набережной в Ярославле через призму визуальной (зрение), аудиальной (слух) и кинестетичской (осязание) информации.
Сайт проекта: http://cih.ru/j2/ya.html

## Public art

### Международный воркшоп по public art
Дата проведения: сентябрь 2010
Место проведения: сквер за памятником Федору Волкова, стадион «Шинник»
О воркшопе: Команда молодых ярославских архитекторов, художников вместе с Кендалом Генри, куратором из Нью-Йорка, создали в центре Ярославля «город птиц». Архитекторы придумали для птиц дома, магазины и даже посольства, разработали знаки воздушного движения, чтобы они обрели свой город и не досаждали ярославцам.
На заборе стадиона «Шинник», декор которого напоминает закомары церквей, художник Павел Зарослов создал «фрески» для новой городской религии — спорта.
Проект прошёл при поддержке международной организации CEC ArtsLink и ярославской сети «Аптекарь», самой творческой аптечной сети города.

### Паспорт города
Дата проведения: сентябрь 2010
Место проведения: ул. Кирова, Ярославль
О проекте: Светозвуковая инсталляция в виде буквы «Я» (первая буква в названии нашего города и каждый из участников проекта), внутри которой размещен собирательный портрет ярославца из 1000 фотографий горожан на паспорт.

### Танцевальный десант
Дата проведения: сентябрь 2010
Место проведения: площадь на железнодорожном вокзале «Ярославль Главный»
Об акции: Юные ученики Академии свободного танца стали танцевальным десантом, неожиданно заполнившим площадь перед вокзалом и так же неожиданно рассеявшимся в городе. Пассажиры поезда, пережидающие стоянку в Ярославле, пассажиры прибывавших междугородних автобусов не узнавали привычное унылое пространство вокзала: то, что всегда хочется как можно скорее минуть, предложило остановиться и испытать радость от пребывания в городе.

## Выставки

### Community
Дата проведения: 8-29 сентября 2011
Место проведения: Городской выставочный зал им. Нужина
О выставке: Выставка рождалась из вопросов и ответов. Мы спрашивали себя, знакомых и не знакомых нам людей об их отношении к району, в котором находится их дом, как они выбирали его и был ли выбор, в чём его отличия от других городских районов, какие преимущества он предлагает человеку и чего лишает его.
Задача выставки — документирование жизни районов Ярославля, передача атмосферы, образов, смыслов их сообществ и территорий. Создать портреты районов города мы попробуем совместно с их жителями, рассказывающими о любимых и нелюбимых местах, своих личных маршрутах, встречах и отношениях. Создать живую карту города, придав человечные очертания безликим Брагино и Нефтестрою, Пятерке и Перекопу, нам помогут их жители и художники.

### Ярославль 3010
Дата проведения: 5-24 октября 2010
Место проведения: Городской выставочный зал им. Н.Нужина
О выставке: Экспозицию составили графические и фотоэскизы молодых ярославских архитекторов по преобразованию Ярославля и исследованию темы города, его изменения и развития.
«Ярославль 3010» — попытка взглянуть на Ярославль из будущего в настоящее без страха и безверия в перемены к лучшему. В каком направлении может развиваться Ярославль, чтобы стать популярным и любимым для горожан и туристов, сохранить уникальную историческую среду и сделать обустроенным, современным общественное пространство? Поразмышлять над этим взялись молодые архитекторы под руководством кураторов фестиваля «Архитектура движения».

### Большой формат
Дата проведения: сентябрь-октябрь 2009
Место проведения: Торговый центр «Ярославский Вернисаж»
О выставке: Выставка «Большой формат» стала результатом сотрудничества фотостудии «Стрела», магазинов мебели центра «Аллегро» и торгового центра «Вернисаж». В одном из павильонов «Вернисажа» выстроили трехстворчатые ширмы с фотографиями, на которых фрагменты ткани города — современные и купеческие фасады, колоннады, церковные своды, граффити и изразцы — напечатаны на полупрозрачных тканях в подлинном масштабе. Чтобы погружение было ещё более действенным, ты не проносишься по выставке, а имеешь возможность растянуться на диванах и почувствовать город в непривычной комфортной позиции.

### Закрытое пространство
Дата проведения: 3 — 27 сентября 2009
Место проведения: Галерея «Открытое пространство» (ул. Салтыкова-Щедрина, 7)
О выставке: На фотографиях Максима Кутянского (Санкт-Петербург) люди с их характерами и историями обнаруживают себя внутри геометрических мозаик, выложенных тенью и светом, сюрреалистическими отражениями, скрещением улиц и ритмами домов. Они обреченно заперты в капсуле города и одновременно бесконечно вольны в своих движениях и отношениях с ним.

### Городской redesign
Дата проведения: 16-30 сентября 2008
Место проведения: Городской выставочный зал им. Нужина
О выставке: В графических и фотоэскизах архитекторы, дизайнеры и художники из Ярославля создают СВОЙ город на месте существующего. Попытка перерисовать, изменить пространство города означает не разрушение и отказ, а стремление дополнить, оживить сложившийся облик и предложить альтернативный взгляд на возможности развития городских территорий Ярославля.

### СМИ о фестивале
- «Интерфакс»: В Ярославле состоится международный проект современного искусства в городе «Архитектура движения» (статья в кэше Яндекса)
- «Северный край»: Месяц свежих идей
- «Комсомольская правда»: Тысяча воздушных шариков улетела в небо
- «Родной город»: Юные Петрарки в ярославских арках
- ГТРК «Ярославия»: В Ярославле был замечен необычный десант
- Культурная эволюция: Хроника фестиваля «Архитектура движения»
- «Караван-рос»: Архитектура в движении
- «Караван-рос»: БЕЗ «КОЛЬЦА ЮНЕСКО» И ПОЮЩЕГО ГОРОДА
- «Юность»: МЕСЯЦ ЭПАТАЖНЫХ АКЦИЙ